# Zamarada euphrosyne
Zamarada euphrosyne là một loài bướm đêm trong họ Geometridae.